# Ivan Korobov
Ivan Korobov (en russe : Коробов, Иван Кузьмич), né en 1700 et mort 29 août 1747 (9 septembre dans le calendrier grégorien), est un architecte et restaurateur d'ouvrages d'art russe.

## Biographie
Il naît à Pereslavl-Zalesski. Il est envoyé par Pierre Ier le Grand en Hollande, et est allé également en Belgique pour y étudier. Il fait un stage chez l'architecte Jan Pieter van Baurscheidt l'Ancien (nl). De 1727 à 1741, il est architecte de l'Amirauté de Saint-Pétersbourg. Il construit le deuxième bâtiment de cette Amirauté (1728—1738). Il s'occupe également de la finition des navires construits sur le chantier.

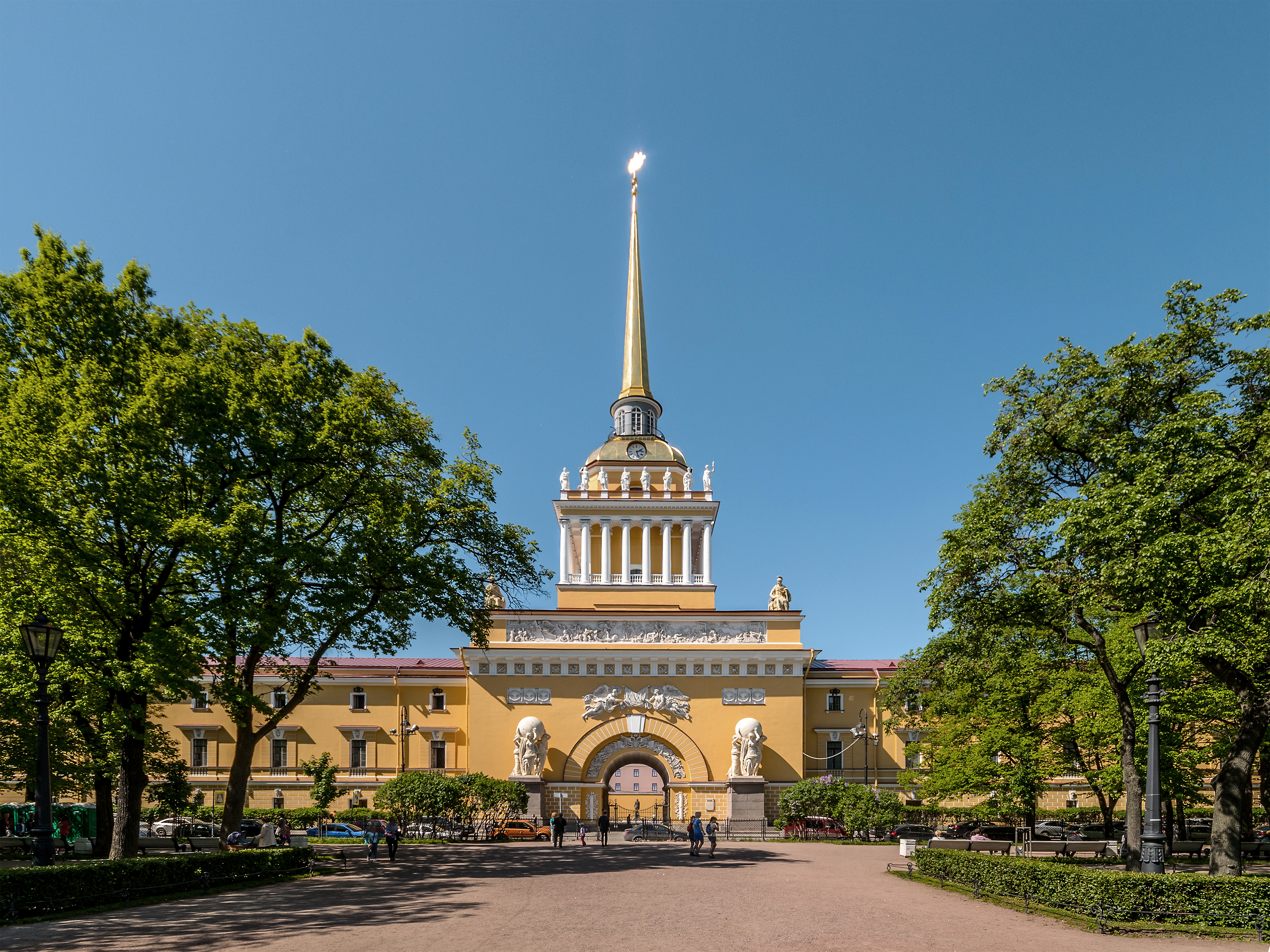
Amirauté de Saint-Pétersbourg

À partir de 1737, il participe activement aux travaux de la commission sur la construction de Saint-Pétersbourg.
En 1740, l'architecte Piotr Eropkine est compromis dans la conjuration contre la régente Anna Léopoldovna, mère d' Ivan VI et est condamné à mort. Korobov, qui travaillait avec Eropkine, part dès lors pour Moscou en 1741. Il y retrouve une équipe d'architectes avec Savva Tchevakinski, Alexandre Kokorinov, Dmitri Oukhtomski et d'autres. Mais il devient malade et connaît une fin de vie pénible jusqu'à son décès en 1747.
Des travaux de Korobov il subsiste encore de nos jours la flèche de la tour de l'Amirauté, l'église Saint-Panteleimon de Saint-Pétersbourg (dont il est vraisemblablement l'auteur), une partie du Chantier naval particulier de Fontanka. Quant à l' église de l'épiphanie avec son clocher, à Kronstadt, elle a subsisté jusqu'à 1930. Korobov a participé aussi à la construction de l'arc de triomphe de la rue de Tver à Saint-Pétersbourg, élevé pour le couronnement d'Élisabeth Petrovna, qui a brûlé en 1752 après sa mort. Le canal Korobov le long de la frontière nord de l'île de Nouvelle-Hollande a également subsisté, mais est connu aujourd'hui sous le nom de canal de la nouvelle amirauté. Korobov a aussi inspecté et réparé les murs du Kremlin de Moscou.